# 数寄です!
『数寄です!』（すきです!）は、山下和美による日本のエッセイ漫画作品。建築家の蔵田徹也が監修を務めており、各話の最後には蔵田によるコラムが掲載されている。
『YOU』（集英社）にて2010年3号より不定期に連載されていた。山下にとって初めてのエッセイ漫画である。副題は「女漫画家 東京都内に 数寄屋を建てる」。第1部は数寄屋が建つまでを描いており、第2部『続 数寄です!』 では数寄屋での生活が描かれている。

## 作品内容
2008年に知り合いの漫画家の忘年会に参加した際に建築家の蔵田徹也と出会い、「和」の心に目覚めた山下は、一戸建ての数寄屋を建てる決意をし、それに見合う「和」の心を持った数寄者（すきしゃ）になるため、茶道や着付けなどを習い始める。
一戸建てを建てる決意をするまでの逡巡・葛藤、山下の過去のトラウマ、数寄者になるための習い事、土地探しから計画頓挫の危機まで、計画の一部始終が描かれている。

## 書誌情報
- 『数寄です!』 集英社 全3巻
  1. 2011年04月20日発売、ISBN 978-4-08-782374-5[2]
  2. 2011年12月20日発売、ISBN 978-4-08-782410-0[3]
  3. 2013年02月26日発売、ISBN 978-4-08-782488-9[4]
- 『続 数寄です!』 集英社 全2巻
  1. 2014年6月25日発売
  2. 2017年2月24日発売